# Gewone morielje
De gewone morielje (Morchella esculenta) is een sponsachtige zakjeszwam behorend tot de familie Morchellaceae. Daar het uiterlijk van de soort zeer variabel is, worden verschillende variëteiten onderscheiden. Vruchtlichamen kunnen worden gevonden in april tot mei.

## Leefomgeving
De gewone morielje komt voor in velden, loof- en gemengde bossen, parken en tuinen. Hij is een vrij algemeen geziene soort in de duinen. Elders is hij zeldzaam. Hij groeit in groepjes of alleen op wortels van bomen (iepen, essen, beuken) en struiken, op humusrijk zand, klei en leem in loofbossen, struwelen en parken en vaak in de duinen bij helm.

## Kenmerken

### Uiterlijke kenmerken
Hoed
De hoed is overwegend eivormig, rondachtig en zelden langgerekt. Hij is 6 tot 8 cm hoog en heeft een doorsnede van ongeveer 5 cm. De hoed is verdeeld in onregelmatige alveolen. De alveolen zijn vrij grof en volledig omsloten. De kleur varieert van (licht) okergeel tot diepbruin. Volwassen exemplaren kunnen ze oranjerood kleuren. Hij is nooit grijs van kleur.
Steel
De roomkleurige witte, aan de voet verdikte, steel is 6 tot 10 cm hoog, hol en bedekt met fijne schubjes. Het oppervlak varieert van vrijwel glad tot iets gegroefd en voelt fluweelachtig aan. 
Vlees
Het broze vlees is wit- en wasachtig en heeft een delicate smaak. 
Smaak
De smaak is mild.
Geur
Een vers morielje heeft een muskusachtige geur, welke bij verdroging sterker wordt.

### Microscopische kenmerken
Het hymenium (kiemvlies) met de asci en de sporen bevindt zich aan de binnenzijde van de "bekers". De doorschijnende asci zijn cilindrisch van vorm en meten 223-300 × 19-20 µm. De sporen zitten per acht in asci. De ascosporen zijn ellipsvormig, glad, dunwandig, doorschijnend (hyaliene), bijna kleurloos lichtgeel en meten 17,5-21,9 × 8,8-12 µm.  De parafysen zijn draadvormig, cilindrisch, 5,8 tot 8,8 µm dik en ook hyaliene.
De hyfen van de steel zijn met elkaar verweven, hyaliene en 5,8 tot 9,4 µm dik. De oppervlakkige hyfen zijn gezwollen, bolvormig tot peervormig, 22 tot 44 µm in diameter, en bedekt door een web van verweven hyfen, 11 tot 16,8 µm in diameter, met naar binnen gekromde, cilindrische hyfenuiteinden.

## Verspreiding
De schimmel komt in ieder geval voor in Europa en in Noord- en Zuid-Amerika (met name Brazilië). Het is afwezig in hoger gelegen bergachtige gebieden. Het is wijdverbreid in Noord-Amerika, maar komt vooral veel voor in het oosten van Noord-Amerika en het middenwesten. Het is wijdverspreid in Midden-Europa, maar ook plaatselijk zeldzaam of afwezig. 
In Nederland komt de soort uiterst zeldzaam voor.

## Groei
Vruchtlichamen zijn succesvol in het laboratorium gekweekt. Ronald D. Ower was de eerste die de ontwikkelingsstadia beschreef van zakjeszwammen die onder gecontroleerde omstandigheden werden gekweekt. Dit werd gevolgd door uitgebreide cytologische studies door Thomas J. Volk en Thomas J. Leonard (1989, 1990). Om de levenscyclus te bestuderen, volgden ze de ontwikkeling van de ascoma bij vruchtvorming in relatie tot knolbegonia's (Begonia × tuberhybrida), van zeer kleine plantjes tot volledig gevormde vruchtlichamen.
De ontwikkeling van jonge vruchtlichamen begint als een hechte knoop van schimmelfilamenten wanneer de juiste vocht- en voedingscondities zijn bereikt. In de grond zitten hyfenknopen die een tijdje komvormig zijn, later uit de grond komen en uitgroeien tot een gesteeld vruchtlichaam. Naarmate de vrucht zich verder ontwikkelt, vormt hij convex met de asci naar buiten gekeerd. Vanwege de ongelijkmatige groei van het oppervlak van het hymenium, vouwt het zich in een structuur met vele richels wat resulteert in een sponsachtig of honingraatachtig uiterlijk.

## Toepassingen
De gewone morieljes zijn eetbaar en staan te boek als uitstekende consumptiepaddenstoelen die zich goed lenen tot drogen. Te oude exemplaren, evenals rauwe, zijn niet goed te verteren en mogelijk zelfs licht giftig.

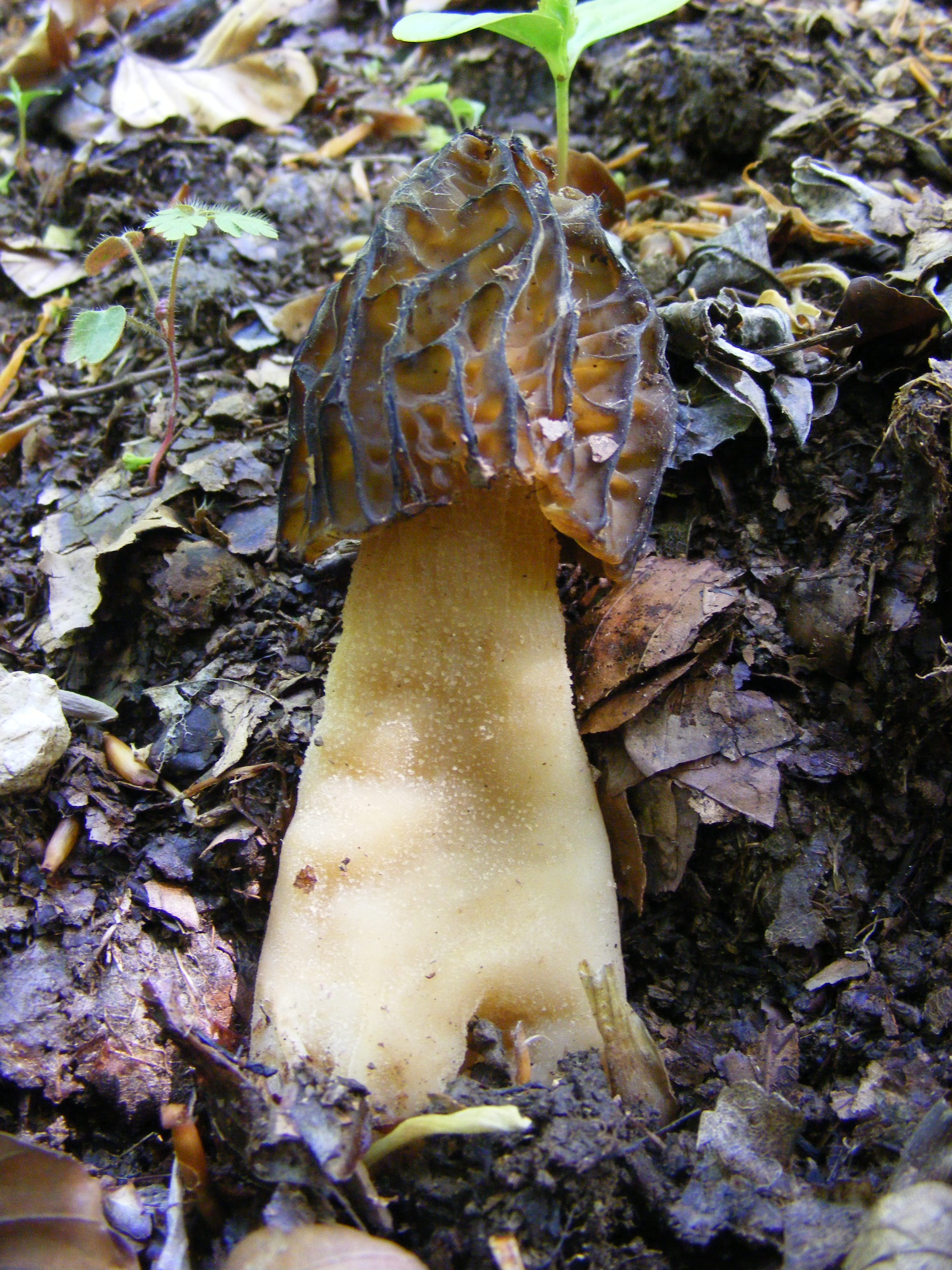
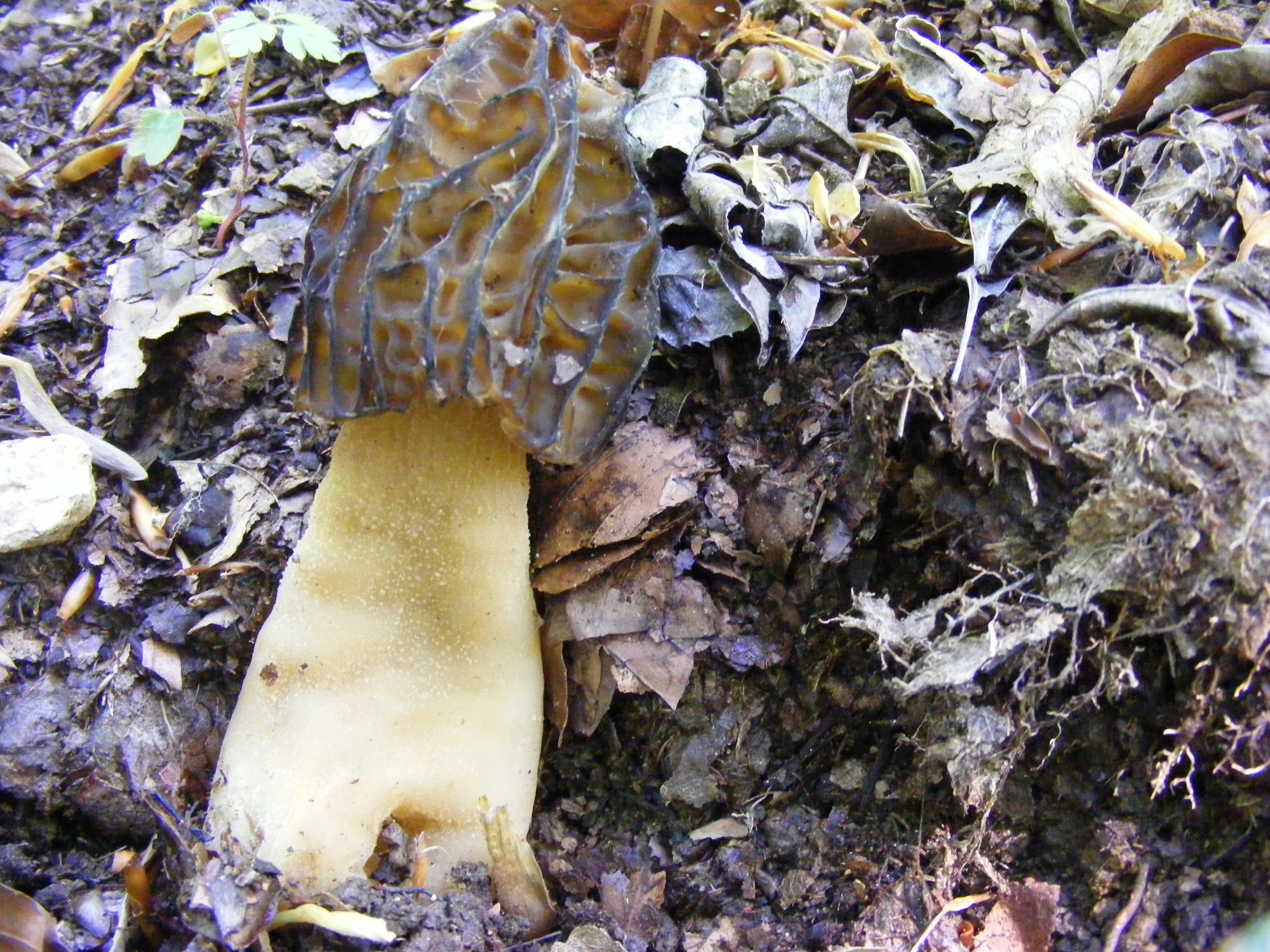
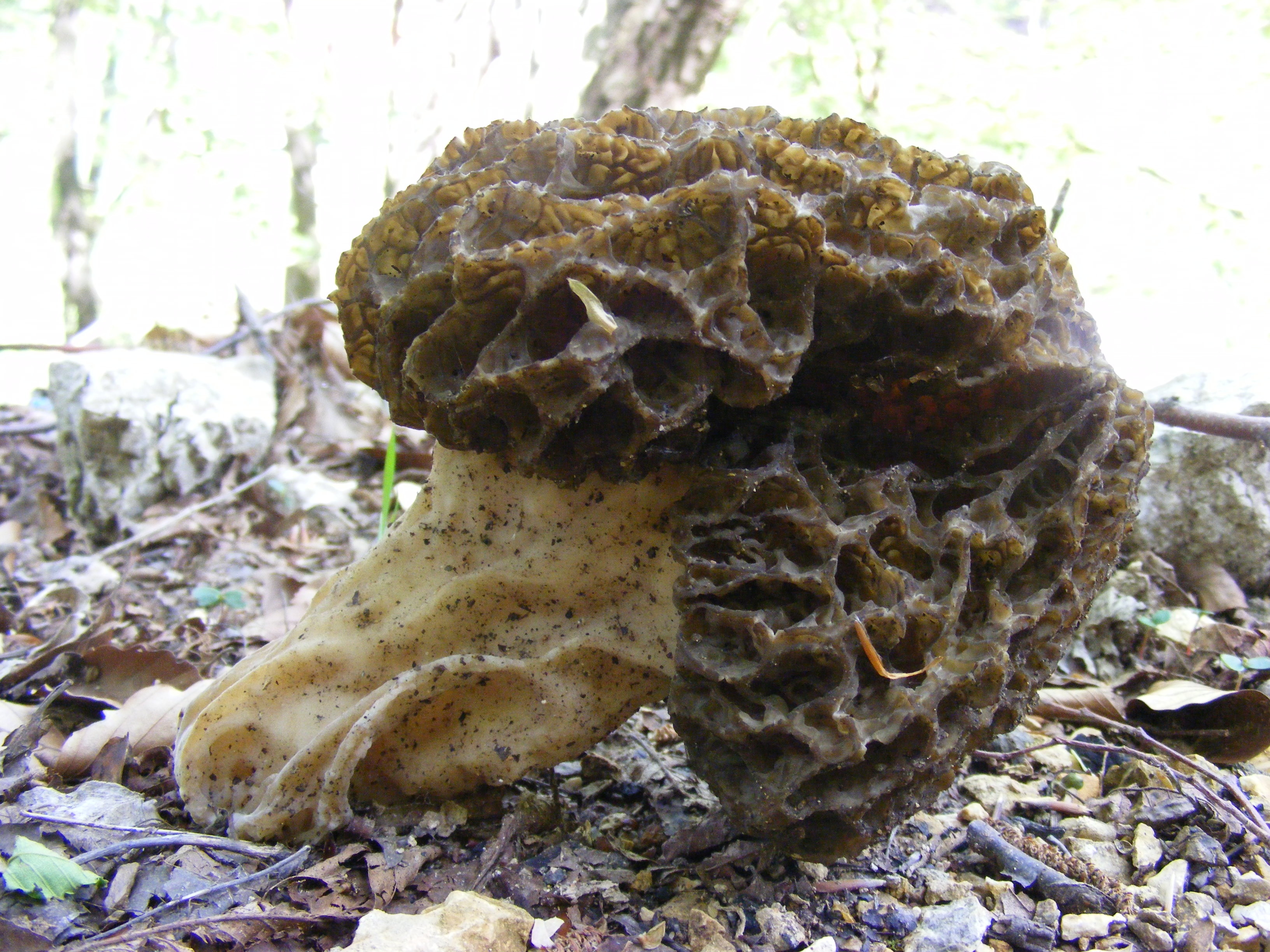
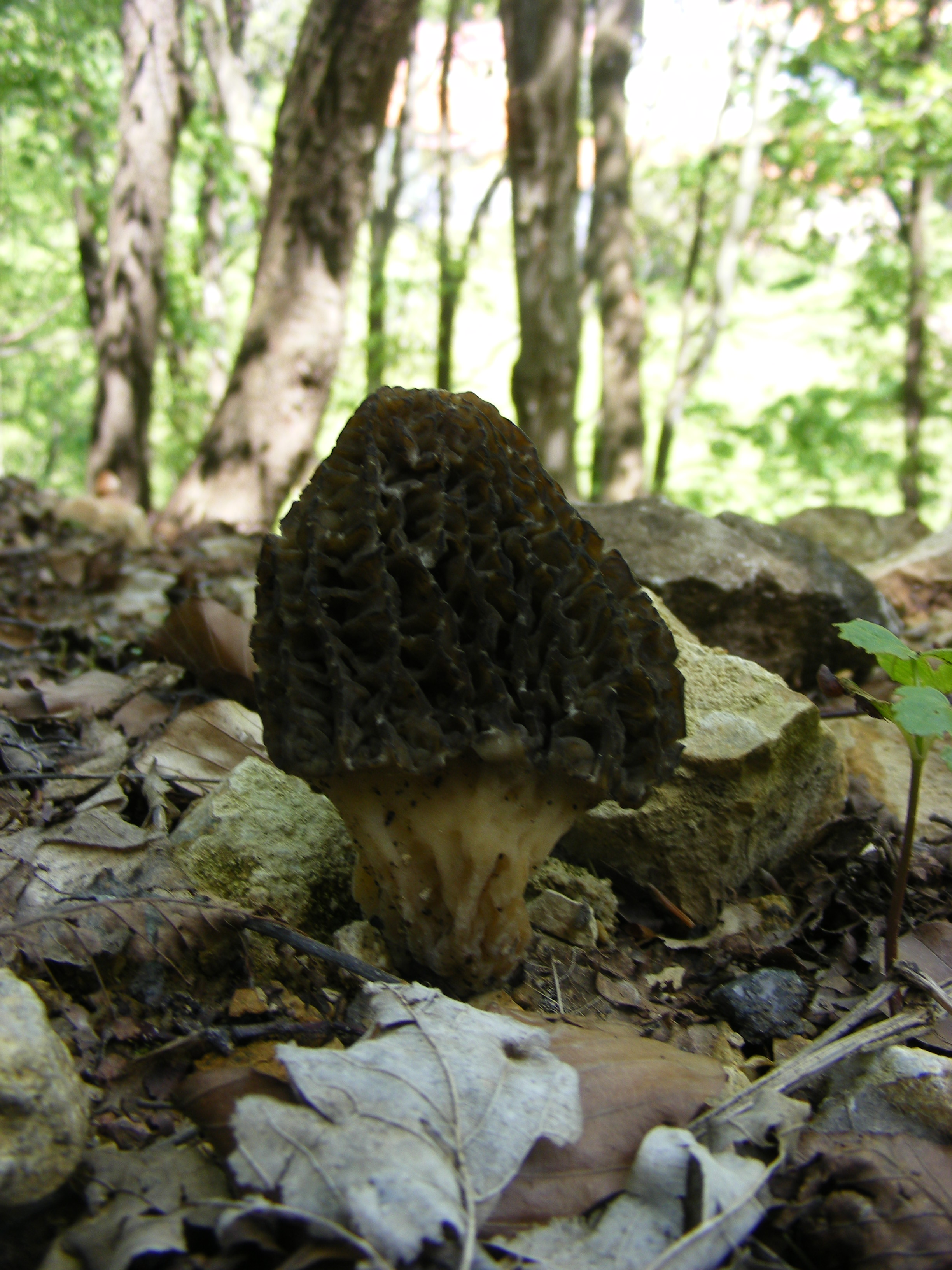
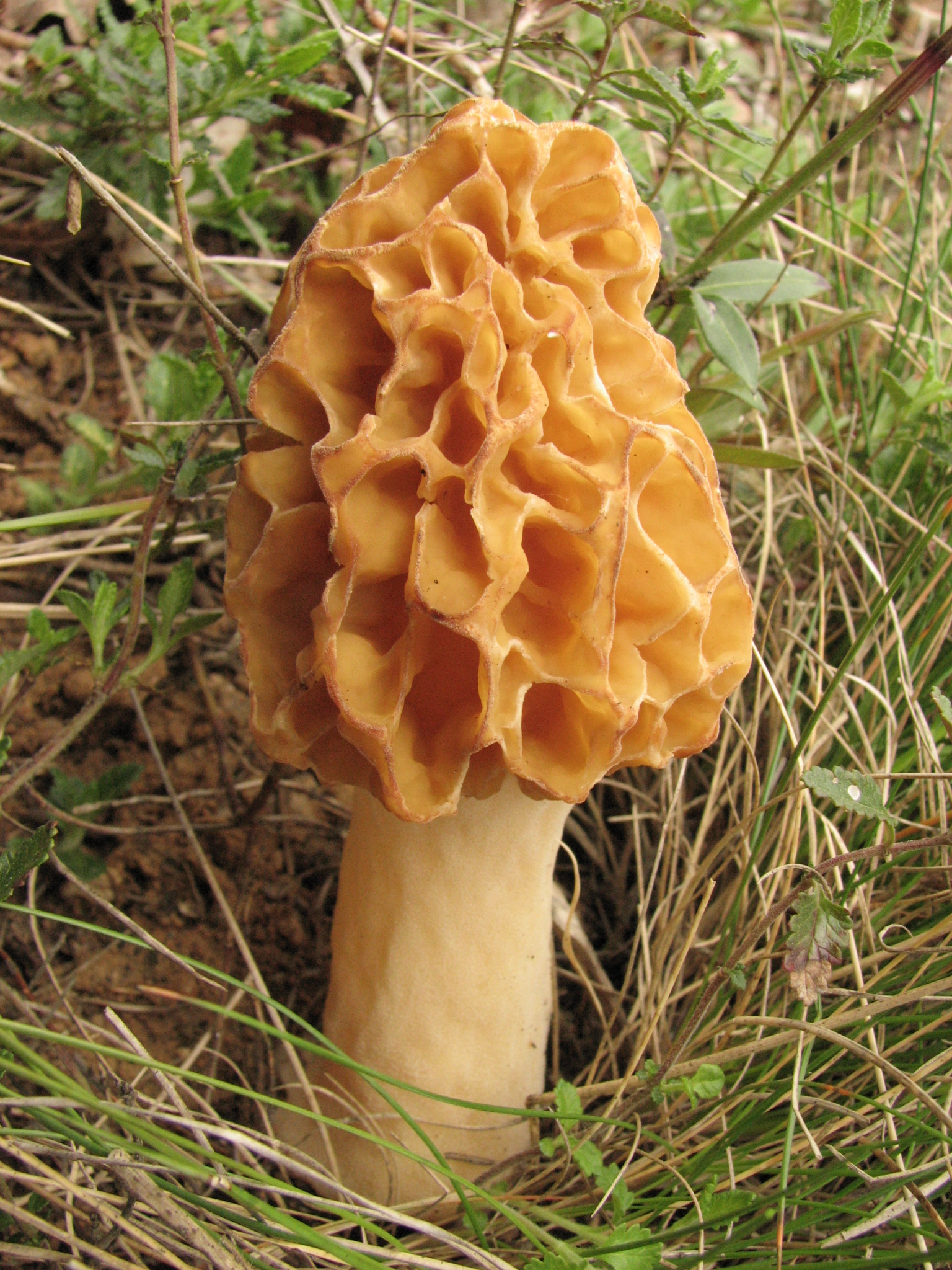